# یولیا یوزیک
یولیا یوزیک (روسی: Юлия Викторовна Юзик; زاده ۲۳ فوریهٔ ۱۹۸۱)، خبرنگار، گزاشگر و نویسنده اهل روسیه است که به اتهام جاسوسی برای اسرائیل در ایران بازداشت و پس از یک هفته آزاد شد، وی معتقد است پادرمیانی ولادیمیر پوتین، رئیس‌جمهور روسیه باعث آزادی وی شد. این در حالی است که یوزیک خود منتقد کرملین است و چند سال پیش نیز از طرف اپوزیسیون برای انتخابات پارلمانی روسیه نامزد شد. یولیا یوزیک به عنوان گزارشگر با رسانه‌های مختلف همکاری می‌کند وی در سال ۲۰۱۷ به دعوت ایران تودی، شبکه روس‌زبان صدای و سیمای جمهوری اسلامی برای کار به ایران رفت و سفر آخرش به ایران هم به دعوت کارفرمای سابقش «ایران‌تودی» بوده.
یولیا یوزیک/Yulia Yuzik /Юлия Юзик  خبرنگار تبعه روس که از منتقدان دولت پوتین بوده و در سال ۲۰۱۶ به عنوان کاندیدای حزب مستقل وارد رقابت سیاسی می شود که در نتیجه تلاش وی به سرانجام نمیرسد . وی کتابهایی را نوشته و چاپ شده ای در فعالیت نویسندگی خود دارد. یولیا یوزیک صاحب ۴ فرزند به نام های سونیا، نوئل، لئا و رومی بوده و بعدها تصمیم به جدایی از همسر سابقش میگیرد. بعد ها در سال ۲۰۱۸ برای مدتی در کشور روسیه بازداشت شده  و سپس در سال ۲۰۱۹ طی دعوتی رسمی به ایران جهت همکاری مسافرت نموده که به دلایلی (ویزا) چند روزی هم در ایران بازداشت شدند.
در فوریه سال ۲۰۱۹ او به مهندس و محقق ایرانی علاقمند شده و سالی با ایشان روابط رمانتیک داشتند. این روابط تا آنجا پیش میرود که تصمیم برای آینده فرزندان، مهاجرت به اروپا و سایر مسائل و ملاقات هردو به پیش می رود. در اواخر سال ۲۰۲۰، به دلایلی نامعلوم، این روابط دچار تنش شده و خانم یولیا یوزیک به رغم ادعاهای وی مبنی بر عشق وی به ایران و ایرانی با اتهامات و توهین ها در صفحه رسمی فیس بوک وی همراه با برخی اسناد به اشتراک گذاشته می شود. 
بعدها وی داشتن هر گونه روابط عاطفی را رد نموده و تلاش به زیر سوال بردن شهروندان ایرانی می نماید. سپس وی با توجه به درج مکالمات رمانتیک وی با شهروند ایرانی ادعای هک شدن حساب کاربری فیس بوک ، بعدها تلگرام و سپس اینستاگرام را می نماید و در شرح متن می نویسد "ایرانیان مردمی مثل کابوس در کشورشان هستند" و ادعای هک شدن حساب کاربری وی توسط دولت ایران و شهروندان آن را دوباره تکرار می نماید. غافل از اینکه بیشتر مردم ایران وی را به لحاظ پست های اینستاگرامی بیشتر شناخته، مجذوب شده و دوستدار وی بوده ... سپس با انتشار بیشتر مکالمات وی، یولیا یوزیک تصمیم به انتشار اسناد دوست و یا به اصطلاح همسر آینده خود نموده و ادعای اینکه تابحال وی را ندیده و از نظر وی یک شخص وابسته دولتی هست و به کررات مورد تهدید آنها قرار گرفته است را به میان می آورد. 
این اتهامات و توهین ها ادامه می یابند ... و وی ادعاهای خود را تکرار نموده و حساب های جعلی را منتسب به خود نمی داند! حال آنکه در تمامی محتوای مکالمات و آیدی حساب کاربری رسمی که توسط تلویزیون دولت روسیه نیز شناخته شده است ( در جریان بازداشت وی در ایران) و کلیپ های موجود و شماره تماس و آدرس، و اطلاعاتی از قبیل بازداشت وی در ایران و همسر قبلی و خانواده و کارهای روزمره ، عکس های شخصی  .. انتشار یافته خلاف این ادعاها به خوبی محرز می شود.
و در نهایتا در اواخر سال ۲۰۲۰، در اقدامی پیج اینستاگرام خود را تعلیق و حذف می نماید. 
شما خوانندگان محترم، می توانید جهت مطالب مرتبط بیشتر به شبکه های اجتماعی رجوع نمایید.

## کتابشناسی
یوزیک نویسنده دو کتاب است؛ «یادداشت‌های بسلان» دربارهٔ اقدام تروریستی در اوستیای شمالی و «عروس‌های الله» (Alahove nevjeste) دربارهٔ زنان انتحاری، که به ۹ زبان ترجمه شده اما فروش آن در روسیه ممنوع است.